# 14911 Fukamatsu
14911 Fukamatsu este un asteroid din centura principală de asteroizi.

## Descriere
14911 Fukamatsu este un asteroid din centura principală de asteroizi. A fost descoperit pe 15 septembrie 1993 la Kitami de Kin Endate și Kazuro Watanabe. Asteroidul prezintă o orbită caracterizată de o semiaxă mare de 2,53 ua, o excentricitate de 0,20 și o înclinație de 14,1° în raport cu ecliptica.